# Вільям Карлуччі
Вільям Карлуччі (англ. William Carlucci, 3 червня 1967) — американський академічний веслувальник.
Бронзовий призер Олімпійських Ігор 1996 року в складі розпашної четвірки без стернового легкої ваги.
Переможець Панамериканських ігор 1999 року в складі розпашної четвірки без стернового легкої ваги, срібний призер 1995 року в складі парної четвірки легкої ваги.
Срібний призер Чемпіонату світу 1998 року в складі вісімки легкої ваги.